# Dalek (episodio de Doctor Who)
Dalek es el sexto episodio de la primera temporada moderna de la serie británica de ciencia ficción Doctor Who, emitido originalmente el 30 de abril de 2005. Constituye la primera aparición de los Daleks en la serie moderna y la primera aparición de Bruno Langley como el acompañante Adam Mitchell.

## Argumento
La TARDIS aterriza en Utah en el año 2012, en un búnker subterráneo propiedad de Henry van Statten, un multimillonario coleccionista de artefactos alienígenas. El Doctor se encuentra con la última adquisición del megalómano, una criatura que ellos llaman el "Metaltron". El Doctor se horroriza al descubrir que se trata de un Dalek superviviente a la Guerra del Tiempo. Cuando el Dalek escapa, se inicia una carrera contra el tiempo en la que el Doctor debe detenerle antes de que llegue a la superficie y empiece a diezmar a la humanidad.

### Continuidad
La habilidad de los Daleks de volar o levitar data de The Chase (1965), donde se suponía que un Dalek levantaba el vuelo, mientras que en Revelation of the Daleks (1985), un Dalek levitó para exterminar a dos víctimas. En la primera parte de Remembrance of the Daleks (1988) apareció en pantalla nítidamente cómo un Dalek volaba sobre unas escaleras para el horror del Doctor. Rose y Adam aluden a una broma muy antigua de los fanes sobre la incapacidad de los Daleks de subir escaleras, y se horrorizan cuando el Dalek las sube.
En el museo están expuestos el brazo de un Slitheen de Alienígenas en Londres que Rose reconoce, y algo que el Doctor menciona como "un viejo amigo, bueno, enemigo...", la cabeza de un Cyberman (de Revenge of the Cybermen, aunque la etiqueta del expositor se refiere a The Invasion). En el libro de referencia Doctor Who: The Visual Dictionary, se describe otro artículo detrás de las cabezas del Doctor y Rose cuando miran el casco Cyberman: la cabeza corrompida de un Demonio Marino del serial del Tercer Doctor The Sea Devils. También hay un Mechanoid muerto del serial The Chase que se ve desde lejos en la parte oscura del búnker cuando se materializa la TARDIS, y también antes de marcharse.
El signo de llamada para el helicóptero personal de van Statten es "Bad Wolf One" ("Lobo malo uno"), la frase recurrente de la primera temporada. Se usa un extracto de este episodio en Lobo malo cuando Rose se da cuenta de que ya había visto esa frase antes.

## Producción
Rob Shearman, el guionista del episodio, tuvo su primer encuentro con la nueva serie de Doctor Who en 2003 tras crear algunos audiodramas de la franquicia. El productor ejecutivo Russell T Davies se basó en uno de ellos para crear Return of the Daleks para su propuesta a la BBC, una historia en la que Davies esperaba recrear el sentido de amenaza de los Daleks en su debut de 1963 en The Daleks.
El guion pasó por numerosos cambios. Uno de los títulos provisionales fue Creature of Lies (Criatura de mentiras). Por un breve tiempo, Adam era el hijo de van Statten, pero Shearman se opuso a ello. El cambio más grave al guion ocurrió cuando la fundación Nation, dueña de los derechos de los Daleks, bloqueó el uso de estos porque la BBC se había excedido en su uso en el pasado. En la historia cambiada aparecía un alienígena similar a un niño que mata por diversión, que acabó evolucionando en los Toclafane de El sonido de los tambores y El último de los Señores del Tiempo. Al final, la BBC pudo conseguir los derechos de la fundación Nation, y al mismo tiempo le dieron al episodio el título definitivo de Dalek.
La posición de este episodio en la serie fue intencionada, para relanzar la inevitable bajada de audiencia de la serie a mitad de temporada, a pesar de que la BBC sugirió que este fuera el episodio de apertura. El episodio comenzó a rodarse el 25 de octubre de 2004 en el National Museum Cardiff,  antes de rodar la mayor parte de lo demás en el Millenium Stadium al día siguiente. Lo restante se terminó de rodar el 3 de noviembre de 2004 en los estudios de Newport a lo largo del mes.

## Recepción y premios
Antes de la emisión, una asociación se quejó de que la escena en la que van Statten encadena y escanea al Doctor era una escena de tortura "sadomasoquista".
Cuando se publicó en DVD, la British Board of Film Classification le dio al episodio una clasificación de mayores de 12 años por las escenas en las que el Doctor tortura al Dalek. La BBFC declaró:

"Estamos preocupados por los personajes modelo para niños que usan la clase de tácticas que el Doctor usó contra el Dalek. Si eso se traspasara a los juegos infantiles sería algo que querríamos atajar."

La recepción fue positiva. La audiencia nocturna del episodio fue de 8,73 millones de espectadores y un 46% de share, aunque la cifra definitiva se corrigió a 8,64 millones. The Times dijo que el episodio fue un "triunfo incondicional". The Guardian comentó que "el guion de Shearman engaña con sus expectativas", y el episodio "debería con suerte mostrar a los niños qué era tan maravilloso en esas icónicas latas despiadadas". The London Evening Standard encontró como única decepción la falta de sorpresa (por el título Dalek), y Daily Mirror simplemente dijo que "durante 30 y pico jodidamente maravillosos minutos, el nuevo Doctor Who de BBC1 era lo mejor en la tele. De todo".
El episodio fue nominado al premio Hugo a la mejor presentación dramática en forma corta junto con otros episodios de la serie, El día del padre y El niño vacío/El Doctor baila. Ganó esta última, la primera quedó quinta y este episodio quedó en tercera posición.